# Armando Silvestre
Pour les articles homonymes, voir Silvestre.
Armando Silvestre Carrascosa est un acteur américano-mexicain né le 6 janvier 1926 à San Diego (Californie) et mort le 3 juin 2024.

## Biographie
Au cinéma, Armando Silvestre contribue à des films majoritairement mexicains, sortis entre 1947 et 1999, avant un ultime sorti en 2009. Citons Le Filet (en) d'Emilio Fernández (1953, avec Rossana Podestà) et Santo contra los zombis de Benito Alazraki (1962, avec El Santo).
S'y ajoutent plusieurs films américains (ou coproductions), dont les westerns Quand les tambours s'arrêteront d'Hugo Fregonese (1951, avec Stephen McNally et Coleen Gray), Geronimo d'Arnold Laven (1962, avec Chuck Connors dans le rôle-titre), Les Chasseurs de scalps de Sydney Pollack (1968, avec Burt Lancaster et Shelley Winters), ou encore Sierra torride de Don Siegel (1970, avec Shirley MacLaine et Clint Eastwood).
Pour la télévision, entre 1952 et 1996, il collabore notamment à des telenovelas mexicaines, comme No temas al amor (en) (1980). Mentionnons aussi, aux États-Unis, deux téléfilms (1969-1971) et quelques séries, dont Daniel Boone (quatre épisodes, 1966-1969, avec Fess Parker dans le rôle-titre) et Wonder Woman (1977, avec Lynda Carter).

## Filmographie partielle

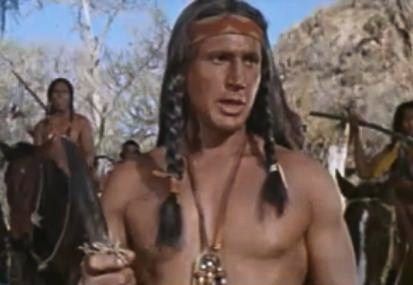
Armando Silvestre dans Les Chasseurs de scalps (1968).

### Au cinéma
- 1947 : La casa colorada de Miguel Morayta : NS (*)
- 1948 : Mystère au Mexique (Mystery in Mexico) de Robert Wise (film américain) : Benny
- 1949 : Rincón brujo d'Alberto Gout : NS
- 1950 : Dangereuse Mission (Wyoming Mail) de Reginald Le Borg (film américain) : « Indian Joe »
- 1951 : Quand les tambours s'arrêteront (Apache Drums) de Hugo Fregonese (film américain) : Pedro / Peter
- 1951 : Le Signe des renégats (Mark of the Renegade), de Hugo Fregonese (film américain) : Miguel De Gandara
- 1951 : Mujeres de teatro de René Cardona : NS
- 1952 : Ahí viene Martín Corona de Miguel Zacarías : Emeterio
- 1952 : Hiawatha de Kurt Neumann (film américain) : Kwasind
- 1952 : Les Diables de l'Oklahoma (Thunderbirds) de John H. Auer (film américain) : Caporal Ralph Mogay
- 1953 : Le Filet (La red) d'Emilio Fernández : José Luis
- 1954 : The White Orchid de Reginald Le Borg (film américano-mexicain) : Juan Cervantes
- 1954 : El gran autor d'Alfredo B. Crevenna : NS
- 1954 : Rita, fille ardente (Llévame en tus brazos) de Julio Bracho : José
- 1955 : Kid Tabaco de Zacarías Gómez Urquiza : NS
- 1955 : Historia de un abrigo de mink d'Emilio Gómez Muriel : Julio / Alfonso
- 1955 : La Tierra del Fuego se apaga d'Emilio Fernández : NS
- 1955 : Non scherzare con le donne de Giuseppe Bennati
- 1956 : La doncella de piedra de Miguel M. Delgado : NS
- 1956 : La sombra vengadora de Rafael Baledón : Rogelio
- 1956 : Las medias de seda de Miguel Morayta : Antonio
- 1957 : La mujer de dos caras de Miguel M. Delgado : NS
- 1958 : Ladrones de niños de Benito Alazraki : NS
- 1959 : Pueblo en armas de Miguel Contreras Torres : Julián Robles
- 1959 : El zarco de Miguel M. Delgado : NS
- 1960 : Las rosas del milagro de Julián Soler : NS
- 1960 : Pistolas invencibles de Benito Alazraki : NS
- 1960 : Siguiendo pistas de Zacarías Gómez Urquiza : NS
- 1960 : Pour l'amour de Mike (None but the Brave ou For the Love of Mike) de George Sherman  (film américain) : Tony Eagle
- 1960 : ¡Viva la soldadera! de Miguel Contreras Torres : NS
- 1961 : La diligencia de la muerte de Rogelio A. González : NS
- 1961 : En busca de la muerte de Zacarías Gómez Urquiza : NS
- 1962 : Neutrón, el enmascarado negro de Federico Curiel : NS
- 1962 : Geronimo d'Arnold Laven (film américain) : Natchez
- 1962 : Santo contra los zombis de Benito Alazraki : Lieutenant Sanmartin
- 1962 : Pueblo de odios de Juan José Ortega : NS
- 1963 : Les Rois du soleil (Kings of the Sun) de J. Lee Thompson (film américain) : Isatai
- 1964 : La Vengeance de la momie (Las luchadoras contra la momia) de René Cardona : Armando Rios
- 1965 : Mi héroe de Zacarías Gómez Urquiza : Raúl
- 1966 : La recta final de Carlos Enrique Taboada : Edmundo
- 1966 : Duelo de pistoleros de Miguel M. Delgado : NS
- 1966 : Los endemoniados del ring d'Alfredo B. Crevenna : NS
- 1966 : Falsificadores asesinos de Zacarías Gómez Urquiza : NS
- 1966 : La Rage de survivre de Gilberto Gazcón (film américano-mexicain) : Antonio
- 1966 : Pacto de sangre de Juan José Ortega : NS
- 1966 : Los tres salvajes de Gilberto Martínez Solares : NS
- 1966 : Smoky de George Sherman (film américain) : Gordon
- 1967 : El asesino se embarca de Miguel M. Delgado : Tony Carrascosa
- 1968 : Les Chasseurs de scalps (The Scalphunters) de Sydney Pollack (film américain) : « Two Crows »
- 1968 : La mujer murciélago de René Cardona : Tony Roca
- 1969 : Muñecas peligrosas de Rafael Baledón : NS
- 1969 : Cuernos debajo de la cama d'Ismael Rodríguez : Guillermo
- 1969 : La horripilante bestia humana de René Cardona : Lieutenant Arturo Martinez
- 1969 : No juzgarás a tus padres de José Díaz Morales : NS
- 1969 : Las fieras de René Cardona Jr. : Dino Ferrari
- 1970 : Barquero de Gordon Douglas (film américain) : Sawyer
- 1970 : Sierra torride (Two Mules for Sister Sara) de Don Siegel (film américano-mexicain) : Le premier américain
- 1971 : Technique pour une vengeance (El sabor de la venganza) d'Alberto Mariscal : NS
- 1971 : En esta cama nadie duerme d'Emilio Gómez Muriel : NS
- 1973 : Volveré a nacer de Javier Aguirre : Samuel
- 1974 : La choca d'Emilio Fernández : Fabiel
- 1974 : Peor que los buitres d'Abel et Alfredo Salazar : NS
- 1974 : El muro del silencio de Luis Alcoriza : Carlos
- 1975 : Santo en Anónimo mortal d'Aldo Monti : Inspecteur Ponce
- 1975 : Las fuerzas vivas de Luis Alcoriza : Rómulo
- 1975 : La mafia amarilla de René Cardona : Inspecteur Ponce
- 1976 : Zona roja d'Emilio Fernández : Juan
- 1978 : The Children of Sanchez de Hall Bartlett (film américano-mexicain) : M. Chaparro
- 1979 : Gente violenta de Fernando Osés : NS
- 1979 : Discoteca es amor de Sergio Véjar : NS
- 1979 : La banda del Polvo Maldito de Gilberto Martínez Solares : NS
- 1981 : Contacto Chicano de Federico Curiel : Gino Valetti
- 1981 : Las muñecas del King Kong d'Alfredo B. Crevenna : Miguel
- 1983 : Niño pobre, niño rico de Sergio Véjar : NS
- 1983 : Lobo salvaje de Rubén Galindo : NS
- 1985 : El secuestro de Camarena d'Alfredo B. Crevenna : George Camarena
- 1986 : El cafre de Gilberto Gazcón : NS
- 1988 : Águila de verano de Rubén Galindo : NS
- 1990 : La sombra del Tunco d'Alfredo B. Crevenna : NS
- 1990 : Comando marino de René Cardona III : Commandant Naval
- 1991 : El secuestro de un policía d'Alfredo B. Crevenna : NS
- 1992 : The Last Riders de Joseph Merhi (film américano-mexicain) : Davis
- 1995 : Secuestro de René Cardona III : Joaquin Arce
- 1995 : El arrecife de los Alacranes de Hugo Stiglitz : Don Alea
- 1999 : Reclusorio III d'Ismael Rodríguez : NS

### À la télévision
Séries
- 1966-1969 : Daniel Boone
  - Saison 2, épisodes 29 et 30 The High Cumberland, Parts I & II (1966) de George Sherman : Jim Santee
  - Saison 6, épisode 1 A Very Small Rifle (1969 - Gabriel) de Nathan Juran et épisode 7 The Grand Alliance (1969 - Capitaine Torres) de Nathan Juran
- 1968-1970 : Sur la piste du crime (The F.B.I.)
  - Saison 4, épisode 2 Out of Control (1968) de Don Medford : Miguel Ramos Valdez
  - Saison 5, épisode 18 Conspiracy of Corruption (1970) de Don Medford : Carlos Lara
- 1971 : Mannix
  - Saison 5, épisode 13 La Griffe (Catspaw) : Sergent Juan Rivas
- 1976 : Sur la piste des Cheyennes (The Quest)
  - Saison unique, épisode 3 Le Capitaine Shanklin (Shanklin) de Corey Allen : Medina
- 1976 : Sergent Anderson (Police Woman)
  - Saison 3, épisode 7 Bébé connection (The Lifeline Agency) de Corey Allen : Garcia
- 1977 : Wonder Woman
  - Saison 1, épisode 12 Formule 407 (Formula 407) : Antonio Cruz
- 1980 : No temas al amor, telenovela
  - Saison unique, 20 épisodes : Marcos Dario

Téléfilms
- 1969 : The Desperate Mission d'Earl Bellamy : Diego Campos
- 1971 : D.A. : Conspiracy to Kill de Paul Krasny : Robert Ramirez